# 高知県知事公邸
高知県知事公邸（こうちけんちじこうてい）は、高知県高知市鷹匠町二丁目に所在する、高知県の知事公邸。
高知県庁舎にほど近い場所に位置し、同一の敷地の東部分を「公邸」、西側を「私邸」が占める。公邸と私邸は渡り廊下で繋がっている。
1963年（昭和38年）3月竣工。設計者は村野藤吾。数寄屋建築を現代の材料と技法を用いて実現する様式である。建物を雁行配置とするなど、桂離宮の写しとされる手法が随所に見られる。また、公邸には南面および北面に庭がある。
公邸・私邸ともに外回りの南面には、竹縁と土庇（どびさし）が設けられており、和風の空間を構成している。また、屋根の意匠も工夫が凝らされており、箕甲（みのこう）屋根の形状を採用、それを支える鉄骨の柱はヒノキでくるむ手法を採っている。「村野藤吾のデザインエッセンスが感じられる名建築」との評価がある。